# Alexandra Hammel
Pour les articles homonymes, voir Hammel.
Alexandra Hammel est une joueuse américaine de hockey sur gazon. Elle évolue au poste de défenseure au HTC Field Hockey et avec l'équipe nationale américaine.

## Biographie
- Naissance le 16 juin 1996 à Macungie.
- Élève à l'Université de Boston.

## Carrière
Elle a fait ses débuts en équipe première le 7 février 2020 contre l'Argentine à Buenos Aires lors de la Ligue professionnelle 2020-2021.